# Keiko Awaji
Keiko Awaji (jap. 淡路 恵子 Awaji Keiko; ur. 17 lipca 1933 w Tokio, zm. 11 stycznia 2014 tamże) – japońska aktorka filmowa.

## Wybrana filmografia
Filmy
- 1949: Zbłąkany pies jako Harumi Namaki
- 1954: Mosty Toko-Ri jako Kimiko
- 1957: Kottaisan yori: Nyotai wa kanashiku jako Kimiko
- 1965: Opowieść o duchach z Yotsui jako Omaki
- 1987: Otoko wa tsurai yo: Shiretoko bojō jako Etsuko
- 1989: Otoko wa tsurai yo: Torajirō kokoro no tabiji jako Madam
- 2012: Ramen samurai jako Suzu Kuroyanagi

## Nagrody
Za rolę Etsuko w filmie Otoko wa tsurai yo: Shiretoko bojô z 1987 była nominowana do Nagrody Japońskiej Akademii Filmowej w kategorii „Najlepsza aktorka drugoplanowa”. W 1957 roku została nagrodzona Błękitną Wstęgą w kategorii najlepsza aktorka drugoplanowa za rolę Kimiko w filmie Kottaisan yori: Nyotai wa kanashiku.